# Futbol'nyj Klub Dynamo Kyïv 1974
Questa voce raccoglie le informazioni riguardanti il Futbol'nyj Klub Dynamo Kyïv, meglio conosciuta come Dinamo Kiev, nelle competizioni ufficiali della stagione 1974.

## Stagione
Nella stagione 1974, dopo la vittoria in Kubok SSSR 1974 nella stagione precedente, la Dinamo Kiev partecipò alla Coppa delle Coppe, cammino che si concluse con la vittoria al secondo turno contro i tedeschi occidentali dell'Eintracht Francoforte. Il torneo terminò nel 1975. Nelle competizioni nazionali la Dinamo Kiev vinse sia la Vysšaja Liga che la Coppa dell'URSS, quest'ultima in finale con lo Zorja.

## Maglie
| Casa | Trasferta |

## Rosa
| N. |                             | Ruolo | Calciatore           |
| -- | --------------------------- | ----- | -------------------- |
| -  | Unione Sovietica (bandiera) | P     | Evgenij Rudakov      |
| -  | Unione Sovietica (bandiera) | P     | Valerij Samochin     |
| -  | Unione Sovietica (bandiera) | D     | Oleksandr Damin      |
| -  | Unione Sovietica (bandiera) | D     | Mikhail Fomenko      |
| -  | Unione Sovietica (bandiera) | D     | Volodymyr Lozyns'kyj |
| -  | Unione Sovietica (bandiera) | D     | Viktor Matvienko     |
| -  | Unione Sovietica (bandiera) | D     | Stefan Reško         |
| -  | Unione Sovietica (bandiera) | D     | Vladimir Troshkin    |
| -  | Unione Sovietica (bandiera) | D     | Valerij Zujev        |

| N. |                             | Ruolo | Calciatore             |
| -- | --------------------------- | ----- | ---------------------- |
| -  | Unione Sovietica (bandiera) | C     | Leonid Buryak          |
| -  | Unione Sovietica (bandiera) | C     | Viktor Kolotov         |
| -  | Unione Sovietica (bandiera) | C     | Vladimir Muntyan       |
| -  | Unione Sovietica (bandiera) | C     | Viktor Maslov          |
| -  | Unione Sovietica (bandiera) | C     | Vladimir Veremeev      |
| -  | Unione Sovietica (bandiera) | A     | Anatolij Šepel'        |
| -  | Unione Sovietica (bandiera) | A     | Oleh Blochin           |
| -  | Unione Sovietica (bandiera) | A     | Stanislav Kočubyns'kyj |
| -  | Unione Sovietica (bandiera) | A     | Volodymyr Onyščenko    |

## Risultati

### Coppa delle Coppe
| Arbitro: | Cebe |

|             |           |  |
| Blochin 57’ | Marcatori |  |

| Arbitro: | Männig |

|  |           |             |
|  | Marcatori | 81’ Blochin |

| Arbitro: | Correia |

|                             |           |                                       |
| Nickel 2’ Körbel 64’ (rig.) | Marcatori | 32’ Onyščenko 83’ Blochin 87’ Muntyan |

| Arbitro: | Hirviniemi |

|                   |           |              |
| Onyščenko 1’, 37’ | Marcatori | 46’ Rohrbach |

## Statistiche

### Statistiche di squadra
| Competizione      | Punti | Totale | Totale | Totale | Totale | Totale | Totale | DR  |
| Competizione      | Punti | G      | V      | N      | P      | Gf     | Gs     | DR  |
| ----------------- | ----- | ------ | ------ | ------ | ------ | ------ | ------ | --- |
| Vysšaja Liha      | 40    | 30     | 14     | 12     | 4      | 49     | 24     | +25 |
| Coppa dell'URSS   | -     | 5      | 4      | 1      | 0      | 9      | 3      | +6  |
| Coppa delle Coppe | -     | 4      | 4      | 0      | 0      | 7      | 3      | +4  |
| Totale            | -     | 39     | 22     | 13     | 4      | 65     | 30     | +35 |